# Joan Sibecas i Cabanyó
Joan Sibecas i Cabanyó (Vilanant, 28 de gener de 1928 - Avinyonet de Puigventós, 20 de febrer de 1969) va ser un pintor català i el creador i primer director de l'Escola de Dibuix i Pintura del Casino Menestral Figuerenc.

## Biografia

### Infància i joventut
Fill d'una família de pagesos, Sibecas va començar a dibuixar amb sis anys. Amb quinze anys, comença a anar a l'escola La Salle de Figueres, —Els Fossos, com popularment se li deia— on sembla que un dels professors va informar els pares de l'artista de la vocació d'aquest cap al dibuix. Aquest fet va transformar el futur de Sibecas perquè amb setze anys emprèn la seva carrera artística, començant a estudiar, durant sis mesos, dibuix i pintura amb l'aquarel·lista Ramon Reig a l'institut Ramon Muntaner de Figueres. En una entrevista que va concedir l'any 1959 on se li preguntava d'on li venia la seva afició per la pintura Sibecas respon: 
«Creo que es cuestión hereditaria. Un tío de mi padre fue un gran pintor. Se dedicó al retrato de acuerdo con su época. El Ayuntamiento de Barcelona le pensionó con un viaje de estudios a París, pero una enfermedad le impidió realizarlo y murió todavía joven.»
Al cap de sis mesos abandona totalment el món de l'art per dedicar-se novament a les feines agrícoles, degut a la incomprensió de la gent del poble que no entenia la seva vocació, però també per la incomprensió dins la família, ja que només el recolzava el seu pare. A causa d'això decideix separar-se durant dos anys de la pintura per dedicar-se a ajudar la família en les feines del camp, però amb divuit anys, després d'aquesta aturada i de veure que les feines del camp no són fetes per a ell, decideix fermament dedicar-se només a la pintura i tornar a prendre classes amb Ramon Reig.

### Vida personal
Al 1939, quan tenia només 11 anys, perd l'ull dret mentre jugava amb material bèl·lic de la guerra civil abandonat, segons ens explica la seva amiga Montserrat Vayreda. El fet va traumatitzar enormement el jove pintor, que a partir de llavors va portar ulleres fosques tota la vida i no va parlar mai d'aquest fet ni tan sols als seus fills. La mateixa Vayreda ens explica que Sibecas va esbroncar la seva dona quan va saber que li havia explicat el motiu de la falta de l'ull al seu fill Miquel Àngel. Tothom qui el va conèixer coincideix en dir d'ell que, després de l'accident, Sibecas es torna una persona molt entotsolada i de caràcter difícil, fet que va condicionar també l'obertura de l'artista a altres territoris fora de les comarques gironines.
Al 1951 Joan Sibecas es casa a Avinyonet de Puigventós amb Francesca Pou i Moret, després de sis anys de festeig. Ambdós aniran a viure a Avinyonet després d'una breu estada de dos mesos a la casa familiar dels Cabanyó, de la qual van marxar per desavinences amb la família. A Avinyonet Sibecas va llogar una cambra al segon pis de la casa propietat del pare de l'escriptor Pous i Pagès. Un any després del casament neix el primer fill, al que li posen de nom Miquel Àngel en honor del pintor italià.

### Inicis expositius
L'any 1947 fa la seva primera exposició, una col·lectiva a les galeries Fortuny de Figueres. Ell mateix reconeix que «por mi propia voluntat no me hubiera atrevido, pues era muy prematuro, pero buenos amigos me aconsejaron hacerlo». El fet que Sibecas exposés tan jove és, segons diu ell mateix, una «necesidad de mostrar a los míos el valor de mi pintura». El mateix any presenta una segona exposició, aquest cop a les galeries El Jardín de Barcelona, on exposa juntament amb Pere Gironell. El diari La Vanguardia del 25 de novembre dona fe d'aquesta exposició. El pintor exposarà sovint en aquesta galeria des d'aquell any. Josep Maria Fortunet, propietari de les Galerías Fortunet i la sala Icària —una galeria d'art adossada a les mateixes galeries— és qui l'empeny a fer la seva primera exposició individual, el 4 de febrer de 1950, a la dita sala. L'any següent hi torna, amb una exposició presentada pel crític d'art Manuel Brunet. Des d'aquell any ho farà gairebé cada temporada fins a l'any 1963.
Durant la segona meitat dels anys 50 fa amistat amb el pintor Josep Bonaterra. Sibecas comença a fer-se un assidu de l'estudi del pintor, on passa un parell d'hores cada dia i aprèn més sobre art a través de les revistes i catàlegs, així com de les xerrades que té amb ell, de manera que es converteix en el seu segon mestre.
L'any 1955, mentre inaugurava l'exposició a la sala Busquets de Barcelona, neix la seva filla la nit de tots sants i dos anys més tard el seu tercer fill, en Francesc.

### Premis i reconeixements
El 19 de maig de l'any 1954 l'empresari Fortunet escriu una carta a Sibecas en la qual li fa saber que un client de Barcelona desitjava mecenar-lo. Fortunet l'encoratja a que accedeixi perquè es pugui dedicar íntegrament a la pintura sense haver de passar penúries econòmiques, però Sibecas no va acceptar, possiblement temerós de perdre llibertat creativa. Així doncs, l'increment dels membres de la família i el rebuig a ser mecenat fa que Sibecas necessiti una font d'ingressos estables, de manera que augmenta la seva producció alhora que ho fa l'experimentació amb diferents estils i la recerca de contactes dins dels cercles artístics per tal d'organitzar més exposicions i poder-se guanyar millor la vida. Aquesta necessitat l'obliga a cercar cert reconeixement per tal de donar millor sortida a la seva obra, i això provoca que a la fi de la dècada dels cinquanta Sibecas es comenci a presentar a diferents premis provincials d'art. L'any 1957 es presenta al concurs de pintura ràpida de Tossa de Mar i guanya el segon premi, i l'any següent guanya el primer premi del III concurs de pintura i escultura de la Diputació Provincial de Girona. La peça, només coneguda pel nom i la fitxa que es conserva al fons del Museu d'Art de Girona, era una aquarel·la amb el títol Avinyonet de Puigventós.

L'any següent, el 1959, guanya el primer premi de la IV edició del mateix concurs, aquest cop en la modalitat de pintura a l'oli, amb un paisatge urbà que podria ser també el poble d'Avinyonet de Puigventós i que es conserva en el fons del Museu d'Art de Girona. El premi, dotat de 10.000 pessetes, dona una idea de la importància i el nivell assolit en la seva pintura. Aquest fet encoratja Sibecas a planejar-se viatjar a París per tal de perfeccionar la seva tècnica. Així ho fa saber en una entrevista amb Josep Maria Bernils:
«—¿Tu futuro?

—París. Seguramente que en mayo marcharé allí para trabajar. En aquella ciudad siempre se aprende y uno no està completo sin haber pasado por ella. Tengo unos amigos que se preocupan para que exponga en una de sus salas.»
És destacable que Sibecas es plantegi anar a París, perquè era molt reticent a moure's del seu entorn, i fins i tot va rebutjar l'oferta d'exposar a Madrid convidat pel crític d'art José Francés, membre de la Real Academia de Bellas Artes de San Fernando:
«El señor Francés me invito para exponer en Madrid, pero me impresionó la distancia.»
Al maig de 1960 es presenta a l'Exposició Nacional de Belles Arts que té lloc al Palau Nacional de Montjuïc de Barcelona. Dels 10030 pintors que s'hi presenten només són seleccionats 500 per a prendre part de la mostra, entre ells Joan Sibecas. El mateix anys guanya el segon premi, amb una dotació de 2000 pessetes, de la V edició del concurs de pintura i escultura de la Diputació Provincial de Girona, en la modalitat de dibuix. L'obra guanyadora manifesta la voluntat del pintor de desplegar la seva pintura abstracta, però encara està en lluita amb les formes. Conservada al Museu d'Art de Girona, representa unes cases de marcada verticalitat, amb una diagonal que projecta encara més la sensació ascendent de l'obra. Feta amb la tècnica del carbó, Sibecas treballa molt la línia per accentuar la verticalitat de les cases, de la manera com ho fa l'expressionisme d'alguns pintors francesos del moment.

### Consolidació de la carrera i creació de l'Escola de Dibuix i Pintura del Casino Menestral Figuerenc
Seguidament prendrà part del que serà el primer grupuscle al qual s'adscriu, els «Pintors Abstractes de l'Empordà». El grup aplega la tríada empordanesa de Joan Sibecas, Evaris Vallès i Bartomeu Massot —molt similars en estil en algunes obres d'aquesta època— així com els pintors Joan P. Manera, Joan Massanet —aleshores l'alcalde de l'Escala— i Juli Molons. El grup, no constituït com a tal però sí consolidat per les relacions que uneixen als seus artistes, farà la Primera Manifestación Pictòrica de Arte Contemporàneo Ampurdanés, organitzada per la revista Canigó amb l'ajut del crític d'art i escriptor Josep Vallès Rovira, i recorrerà els pobles de L'Escala, Cadaqués i Roses. La conferència inicial que obria l'exposició de l'Escala va ser pronunciada per Frederic Marés, el qual va veure en les obres del grup una possible solució per unificar el que pensava que era un panorama d'art espanyol caòtic.
Sibecas inaugura el 1961 amb un dibuix dels Tres Reis d'Orient per il·lustrar la portada de la revista Vida Parroquial, el qual acompanya un poema del seu amic Fages de Climent. El dibuix fa palès el reconeixement de l'obra de l'artista. El mateix any es torna a presentar al VI concurs de pintura i escultura de la Diputació Provincial de Girona amb un dibuix, amb el qual torna a guanyar, aquest cop el primer premi.
En aquest mateix any mor el seu pare, fet que deixa Sibecas com a últim hereu de les terres dels Cabanyó i l'obliga tornar-se a instal·lar a Vilanant per tal d'administrar-les. Per poc temps ha de canviar la feina d'artista per les feines de la terra, però Sibecas se n'afarta de seguida i decideix buscar una nova tasca més acord amb la seva professió de pintor. És en aquest context que, per mediació de Narcís Pijoan, columnista de diferents revistes i diaris de l'Empordà, escriu al Casino Menestral Figuerenc per oferir crear l'escola de dibuix i pintura, fet que s'esdevindrà el 17 d'octubre del 1961.
L'any següent naixerà el seu quart fill, Delfí, i la família s'instal·la novament a Avinyonet mentre Sibecas continua la seva tasca de director a l'escola de dibuix i pintura, però no deixa de participar en concursos que li refermen la seva qualitat pictòrica, com el Primer Certamen Provincial d'Arts Plàstiques, on quedarà tercer amb un dibuix al carbonet, i al Certamen Nacional de Madrid, on serà també premiat.

Al febrer del 1963 exposa amb els pintors del seu grup a la sala Reis d'Aragó de Perpinyà, i també en el VII Concurs de Pintura i Escultura de la Diputació Provincial de Girona. Per aquesta última mostra s'emportarà el primer premi en la categoria de pintura a l'oli —en la d'escultura el primer premi va ser per Leonci Quera— i l'obra restarà, com totes les premiades per la Diputació, en el fons de la diputació. L'any 1965 continua exposant, aquest cop fora de la província, a la Sala Municipal de l'antic recinte de la Santa Creu per als Premis de Pintura i Gravat de la Ciutat de Barcelona 1965 i, al novembre, en una col·lectiva a Madrid. La seva expansió pel territori espanyol continua l'any següent, fent exposicions a Saragossa, participant en el V Festival de Pintura de Pollença i el Premi Azorín d'Alacant, a més d'exposar a la Sala Municipal d'Exposicions de Figueres —el posterior Museu de l'Empordà— amb Turró i Evarist Vallès. A Barcelona participa en el segon concurs Àgora per artistes professionals que té lloc durant les festes de la Mercè a Barcelona i exposa al Palau de la Virreina durant el V Premi Internacional de Dibuix Joan Miró. Participa en l'exposició Pintura Catalana a les reformades Galerías Españolas', dedicades a mostrar l'obra tant d'artistes joves com consagrats, però amb una clara sintonia amb l'art contemporani. L'any 1967 torna a les Galerías Españolas, després de sis anys sense fer una exposició individual a Barcelona, per exposar-hi la seva obra més abstracta, i edita un catàleg on Narcís Pijoan elogia les característiques de la pintura de Sibecas. En aquesta exposició, envoltat d'amics vinguts expressament de l'Empordà, li plouen crítiques positives que es recullen també a la premsa:
«Sibecas ha expuesto su obra en las Galerías Españolas de la Ciudad Condal; al éxito obtenido se ha sumado el ser considerada su muestra como la mejor del mes, galardón concedido por el Estudio de Arte de Radio Barcelona, dirigido por Lina Font.»
Es tracta, possiblement, de l'exposició més important duta a terme en vida de l'artista, i Fages de Climent li va escriure un text per celebrar-ho, lloant la seva pintura abstracta.
A inicis del 1968 exposa a la Sala Municipal d'Exposicions del Museu de l'Empordà, encara no constituït amb la fesomia que el coneixem avui dia, però ocupant ja les dependències de l'edifici que abans havia estat l'antiga Cambra Agrícola. És el mateix any en què rep l'oferta, a través de l'amic comú Bernardo Sanjuán, del galerista Julio Alucha Bel, el qual es va posar en contacte amb Sibecas mostrant molt interès a fer exposicions a l'estranger. Es tractava d'un important galerista europeu i americà, i en la carta que li adreça li diu que un client americà va veure la seva obra a l'exposició de les Galerías Españolas i «mostró cierto interés por la misma.» Sembla que l'artista no va fer gaire cas de la missiva, segurament garratibat per la idea d'haver de viatjar a Barcelona o, molt pitjor, als Estats Units.

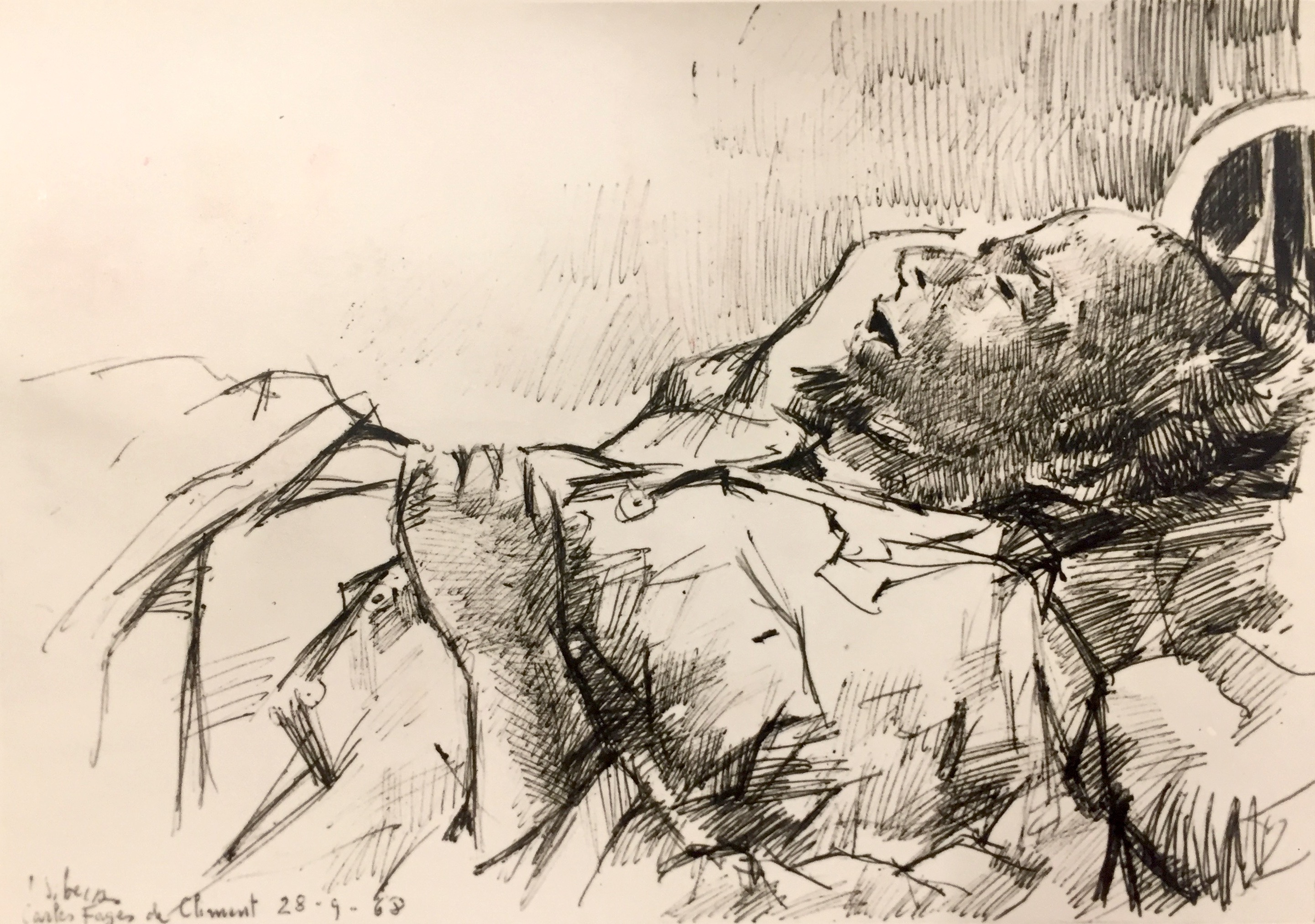
Carles Fages de Climent moribund. Dibuix de Joan Sibecas fet tres dies abans de la mort de l'escriptor, el 28 de setembre de 1968.

Cap a la fi d'estiu, l'escriptor i amic Carles Fages de Climent cau malalt. En un primer moment l'escriptor s'instal·la a la pensió Roca de Figueres, però poc després no podrà aguantar els dolors i l'han d'ingressar a l'hospital, on mor l'u d'octubre de 1968. La pèrdua del seu amic deixa Sibecas desolat, i la necessitat d'escapar d'aquest ambient llòbrec empeny l'artista a acceptar una invitació per exposar a la Galerie 't Duivenhuys de Leiden, als Països Baixos. En aquestes circumstàncies, el 23 d'octubre, només tres setmanes després de la mort de Fages, emprèn el viatge a la ciutat de Leiden, on inaugura una exposició individual el dia 25. La presentació va a cura de Francisco Carrasquer, un aragonès professor de la Universitat de Leiden, el qual hem de suposar que li va servir alhora de traductor. Sibecas exposarà tres setmanes en aquesta galeria, durant les quals enviarà diverses cartes als seus amics i amigues de l'Empordà, la majoria de vegades per enyorar-se de la seva terra. En una d'aquestes cartes, dirigida a Montserrat Vayreda, Matilde Escudero i Maria Perxés, escriu que porta guanyats uns 4000 florins i que la gent està molt interessada en el seu art, però que s'enyora molt i està desitjant tornar. No serà fins al dia 15 de novembre que emprendrà el viatge de tornada, deixant darrere seu unes crítiques molt bones i la repercussió de la seva exposició que es mostra fins i tot en l'edició del mateix dia 15 de novembre de La Vanguardia, on a la seva secció «Noticiario de Arte» es fa ressò de l'exposició internacional de Sibecas a la ciutat holandesa. El 20 de juny del mateix any la galeria farà una col·lectiva on s'exposarà alguna obra de Sibecas, juntament amb altres artistes internacionals, però aquest cop sense la seva presència física.

### Últimes classes de gravat abans de la seva mort

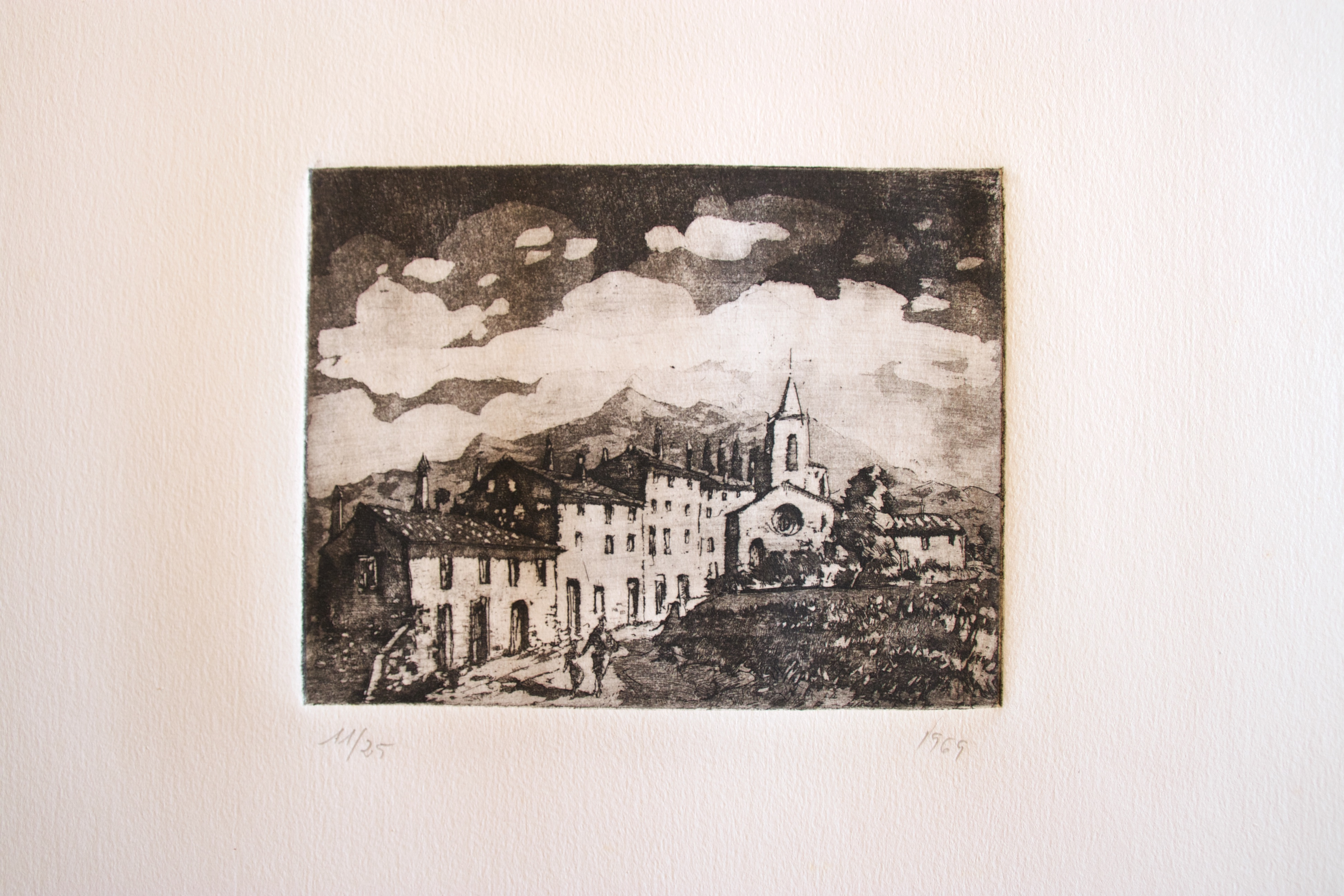
Gravat de Joan Sibecas, possiblement l'última obra en gravat que va fer abans de morir al 1969. S'hi observa una temàtica molt simple, ja que encara estava aprenent la tècnica.

Tornant dels Països Baixos s'apunta, juntament amb Evarist Vallès i Miquel Capalleras, a l'Escola d'Arts i Oficis d'Olot per tal d'aprendre la tècnica del gravat. Montserrat Vayreda explica que li va regalar el primer gravat que va fer, en un acte d'il·lusió i generositat, un cop tornat de la primera classe. Només li va donar temps de fer un total de 7 planxes, ja que morí el 20 de febrer de 1969 a l'edat de 41 anys, després de tornar d'Olot de fer la que seria la seva última classe de gravat. Un atac de cor precedit pel crit «Ai, que me'n vaig!» que la seva dona va sentir des de la cuina, van posar fi a la seva vida i carrera.

L'enterrament va ser l'endemà, i els pintors Pep Vallès, Miquel Duran, Bartomeu Massot i Miquel Capalleras portaren el fèretre de l'artista. El «polígraf i humanista» —segons Montserrat Vayreda— i també amic Ferran Garrido Pallardó, així com el filòleg Simó Llauneta pronunciaren unes paraules durant l'enterrament, i més tard el mateix Garrido les publicà a les necrològiques de la secció «Balcón literario y artístico» de la revista Canigó:
«Indiscutible pintor desde sus años mozos, colorista extraordinario, pasó por etapas bien definidas y sufrió las influencias inherentes a todo novel. Esto, garantía eficaz, por cuanto el ante de los genios sólo influye sobre quienes anden proveïts de la sensibilidad suficiente como para entenderlos, es un elogio. Porque insistamos. Las aspiraciones estéticas de la juventud suelen caracterizarse por influjos temperamentales, biológicos al cabo, malos o buenos, claro es, pero en el caso de los grandes creadores ni uno solo de entre ellos inició sus balbuceos en la originalidad, porque sienten la herencia de un cúmulo de verdades necesarias, origen de las certezas de mañana. […] Sibecas pues, amó y gustó de Cézanne, postura lógica y necesaria. pintor francès, padre del cubismo, trabajó en Provenza y allí, como aquí, se vive una misma luz y un mismo cielo […] Ahora buscaba formas nuevas. Practicaba el grabado. Otra vez en el problema de construir y reproducir y en el acutio del volumen, eligió la mejor vía, la de la línea escueta y poderosa del cobre, sin escapatorias ni ringorrangos, sólo con sombra y con luz en donde no cabe el disfraz del color complementario. […] No caerá su nombre en el olvido ni su trabajo en el anónimo rincón de algún desván.»

## Evolució pictòrica
Les primeres obres de Sibecas, fonamentalment aquarel·les, evidencien la influència del seu primer mestre Ramon Reig en la tècnica i els motius —molts paisatges empordanesos.— De Reig aprèn també el sentit de la composició en les obres i també com il·luminar-les. Algunes de les seves obres primerenques ho comencen a mostrar, com el Bodegó amb cebes, pebrots i avellanes. A mitjans dels anys cinquanta Sibecas fa amistat amb el pintor Josep Bonaterra, molt més gran que Reig i un gran admirador de Corot. Sibecas comença a freqüentar l'estudi de Bonaterra, el qual s'acaba convertint en el seu segon mestre. És a través d'ell que milloraria la tècnica de la composició i aprendria a donar certs tocs coloristes a les seves pintures. La influència de Corot, rebuda a través de Bonaterra, la podem veure en algunes obres com Paisatge d'Avinyonet de Puigventós amb el riu Manol. En obres com aquesta Sibecas continua mostrant una recerca de la composició i dels colors prenent com a base el paisatge, el qual treballa en la majoria de les seves obres. Josep Vallès referma la influència rebuda de Reig i Bonaterra a les pàgines de la revista Canigó: 
«Resulta lógico que Sibecas en sus inicios acudiera como todos los demàs pintores figuerenses del tiempo (Vallés, Massot...) al taller de Ramón Reig, en el que, apesar de la absoluta libertad de los alumnos, naturalmente prevalecía el sentido técnico propio del Maestro; y tiempo después se sintiera totalmente absorbido por la sublime liberación cromàtica y poètica evocación de José Bonaterra, del que se convirtió en devotísimo discípulo. De tal modo que en algunas acuarelas no es fàcil apreciar, a primera vista, si fueron pintados por uno u otro.»
La dedicació de Sibecas a la pintura l'obliga a fer moltes obres del gust del públic general per a poder-les donar sortida, fonamentalment bodegons amb flors, sobretot roses, tot i la seva contínua experimentació paral·lela amb les formes i els colors. L'any 1953 el crític A. de Rocacorba —pseudònim d'Alfons Puig Pou— li elogia aquestes obres per al públic més general. Diu d'ell que té «influencias marcadísimas de Solé Jorbá, de Llavanera, de Serra, de Urgell incluso, pero nótese que Sibecas está influenciado de buena pintura.»

### Del cezanisme a l'expressionisme lineal
Sibecas coneix la pintura de Cézanne a través de Bonaterra i l'investiga de manera autònoma i amb l'ajut d'alguns amics seus que li proporcionen informació, com Simó Llauneta. Estudia les seves obres i la d'altres pintors francesos i es fa notes importants en papers que guarda, per després treballar sobre ells i desenvolupar-los en les seves obres. En el fons familiar del pintor es guarden alguns d'aquests apunts on Sibecas anota les característiques que més li criden l'atenció: «Respecte a l'impressió dels volums, serà Cézanne el que més es distingirà, eixamplant-los i desenvolupant-los.» Són notables moltes de les obres que es conserven de l'època, especialment bodegons. En ells es pot veure l'interès de Sibecas per les formes cezanianes i la pinzellada, que es torna ampla. L'entorn de Sibecas és molt conscient d'aquesta influència, Fernando Garrido Pallardó, qui havia conegut a Sibecas a casa de Bonaterra explica al Balcón literario y artístico de la revista Canigó que li va fer notar l'excessiu cezanisme que desprenien les seves obres. Sibecas, però, no va deixar d'explorar aquesta via mentre continuava fent paisatges sota la influència de Reig. A causa d'això últim també va rebre la crítica d'Alberto del Castillo, que el 1954 li va recomanar que s'alliberés del pes del seu primer mestre.
A final dels anys cinquanta i principis dels seixanta és un moment en el qual Sibecas experimenta amb l'expressionisme de la línia, el color i, en menor mesura, la figura humana. Són uns anys de classificació difícil per la quantitat d'estils que toca, però es tracta d'un moment decisiu de la formació de l'artista que el conduirà a la seva maduresa. Com assenyala Francesc Miralles, Sibecas va «de Cézanne a Jean Metzinger, de Bernard Buffet a Evarist Vallès, tots l'esperonen per intentar provar diferents llenguatges i fórmules.»
Quant a tècniques tocarà també el carbonet, el llapis, la cera i altres amb les que anirà prenent desimboltura. L'anar i venir d'estils i l'experimentació amb les tècniques serà constant, i es pot veure en altres obres com Bodegó amb ampolles, fruiteres, pomes i drap blanc sobre una taula amb calaix, Cases o Abstracció.
Si a finals dels cinquanta Sibecas aprèn de mestres i artistes, a la primera meitat dels seixanta començarà a barrejar els elements amb els quals ha experimentat per elaborar un llenguatge expressiu propi sense deixar de cercar altres fórmules expressives. Ho veiem els perfils de ciutats monocromes que comença a dibuixar i pels que comença a ser premiat.

Si bé la pintura paisatgística tenia molta més tradició a la zona de la Garrotxa que no pas a l'Empordà, els deixebles de Joan Núñez, com Reig o Dalí, i alhora els deixebles d'aquests, com Sibecas i Evarist Vallès, comencen a establir una escola paisatgística empordanesa. Narcís Pijoan destaca la màgia que percep en aquestes obres paisatgístiques de Sibecas: 
«L'ambient d'aquests quadres és el més escaient per a la creació de l'esperit màgic: l'albada i els seus misteris, la soledat de les garrigues empordaneses, els indrets fantàstics on es donen cita les bruixes de Llers…» 
Sibecas, però, passa d'una forma de paisatge rural a un de més urbà, perquè l'abundància de línies en aquest tipus de vistes li permet experimentar amb una de les característiques que li destaca Pijoan: la verticalitat. Dues de les obres que mostren aquesta característica són precisament les guanyadores del concurs de la Diputació Provincial de Girona de l'any 1959 i 1960, actualment al fons del museu d'Art de Girona.

### Amistat amb Fages de Climent
Les contínues trobades a la fonda Roca van atorgar a Fages un coneixement molt ampli i de primera mà dels més importants artistes empordanesos del moment, sobre els quals va escriure en la seva coneguda conferència Vilasacra, capital del món, pronunciada al Casino Menestral de Figueres el 4 de febrer de 1956. En ella fa un exercici d'imaginació i posa aquest petit poble de l'Empordà al centre d'un territori de rica cultura amb prou recursos per crear una catedral que hauria de fer ombra a la Sagrada Família de Barcelona. En la seva decoració hi participarien molts d'aquests artistes, entre ells Joan Sibecas:
«Analitzem encara, segons el rigorós mètode seguit, quin fóra el paper rector i providencial que cadascun dels empordanesos actuals, molts d'ells ací presents, tindria assignat en la governació i desenvolupament de les ciències, les arts i la política nostrades. (…) Per aclamació, l'arquitecte genial capaç de dur a terme una obra tan gran només podria ésser En Salvador Dalí, i els seus ajudants, En Ramon Reig, En Jano Bonaterra i En Claudi Díaz. (…) i el mestre escenògraf i decorador seria En Joan Sutrà, i les capelles, capelletes, àbsides i absidioles ostentarien decoració mural d'En Bartomeu Massot, N'Evarist Vallès i En Joan Sibecas.»
Fages reparteix les feines a una sèrie d'artistes que ell, com a crític artístic, considerava importants i habilitats per a la seva consecució. El repartiment també ens ofereix la visió de l'escriptor del teixit intel·lectual d'artistes que coneixia i es relacionaven en aquesta constel·lació cultural. L'escriptor escull la tríada Massot-Vallès-Sibecas per les decoracions de les capelles premeditadament, ja que els tres artistes desenvolupen unes qualitats estètiques molt lligades entre si que havia observat en les seves exposicions, a la fonda Roca, i en altres sales. El mateix Fages declarava en una autoentrevista que el seu artista preferit era, després de Casimir Tarrassó, Joan Sibecas. Diu Josep Vallès Rovira que Ramon Reig va tenir com a deixebles Evarist Vallès, Bartomeu Massot i Joan Sibecas, i que la primera exposició dels seus deixebles «sota estricte realisme» va ser a la sala Sans Roquer, a la plaça triangular, l'any 1945. Així doncs, la unió dels tres artistes ja venia de lluny, i el seu estil va esdevenir molt similar entre si, ja que els tres van optar per l'expressionisme abstracte en certs moments com una eina per imbuir caràcter a la seva pintura. Els tres artistes van estar estretament relacionats a través de les exposicions i els grups efímers formats als anys cinquanta i seixanta i dels quals en van formar part de manera més o menys activa Sibecas, així com per l'estil gestual similar que en certs moments van desplegar els tres.

### ElCercle Artístici el grupPintors Abstractes de l'Empordà
La dècada dels cinquanta és un moment que, tant a París com en l'escena internacional, la pintura s'havia escindit en dues grans corrents que semblaven estar polaritzades, gairebé oposades entre si, i que alhora es dividien en petites faccions: Per una banda hi havia la figuració, que alhora podia ser de caràcter realista socialista, existencialista burgesa, etc. i per l'altra l'abstracció, en la seva vessant geomètrica, informal, etc. Aquests diferents corrents van ser viscuts de primera mà primer per Evarist Vallès, que entre els anys 1949 i 1951 surt de les comarques i d'Espanya per endinsar-se en un París efervescent en debats estètics i polítics. Les novetats comencen a arribar a la Fonda Roca i a casa d'en Vallès, on també s'aplegaven. Una mica més tard, l'any 1957, Bartomeu Massot visita també la capital francesa seguint la mateixa premissa d'amarar-se de les tendències artístiques que, per l'aïllament polític i cultural de l'Estat Espanyol, no arribaven aquí. Ambdós aporten vitalitat i frescor a la capital empordanesa, i esperonat per aquests nous aires que es respiren a les tertúlies de la Fonda Roca, Sibecas s'hi aliarà per reciclar les arts i el pensament estètic. El 1950 Sibecas, al costat d'Evarist Vallès, Bartomeu Massot, Ramon Vallès, i l'intel·lectual Vincenç Armendárez, funden el Cercle Artístic del Casino Menestral de Figueres per tal de tenir una seu on els artistes poguessin desenvolupar els seus actes. La institució reunia el nucli d'artistes compromesos amb l'experimentació informalista que solien reunir-se a la Fonda Roca, al bar Novel i a la brocanteria Esvay, així com alguns escriptors que assistien a les mateixes tertúlies com Molí, Narcís Pijoan, Josep Vallès, Mero Salabert i l'habitual Carles Fages de Climent.

En una entrevista amb Josep Maria Bernils, Ramon Vallès —Germà d'Evarist Vallès— explica la fundació del Cercle així:
«Todo nació como una cosa rara y excesivamente filosófica. Ahora se ha perfeccionado, predominando la filosofía: Figueras cuenta con un Círculo Artístico. Ramón Valles es uno de sus más activos componentes.
—¿Cómo comenzó todo eso?
—Nació de la reunión de un grupo de once jóvenes.
—¿Cuándo?

—A principios de año. Luego vimos que seria conveniente formar una agrupación, y nació el Circulo Artístico.»
Així el 1950 van constituir l'entitat, amb la idea d'unificar les activitats artístiques del Casino, buscar noves formes de creació i «en ultima instancia procurar ponernos de acuero sobre las cuestiones fundamentales de lo que propiamente puede llamarse una teoría del arte.» La inauguració va tenir lloc a la mateixa seu de l'entitat amb una exposició col·lectiva on participava la tríada Sibecas, Massot i Vallès, així com Bonaterra, Ramon Reig, Rosa Genís, Faustí Gironella, Martinez Lozano, entre d'altres. El setmanari Ampurdán va testimoniar així aquesta primera activitat:
«Con esta primera actividad del Circulo Artístico quedó probado plenamente como en nuestra ciudad se sentía la necesidad de encauzar esta corriente renovadora en bien de las cosas del arte y del espíritu y sus dirigentes pueden estar plenamente satisfechos por la favorable acogida que ha tenido esta sesión inaugural, preludio de otras de más resonancia que, siguiendo estas normas, han de conseguir en el futuro.»
Tot i la bona premsa que la revista en fa, els aires de renovació i obertura cultural que es van anar proposant no van ser considerats adequats políticament, i tal com relata Josep Vallès Rovira l'aparició del Cercle Artístic «provocà violentes polèmiques; fou governativament clausurat»
A diferència de Sibecas, Bartomeu Massot si que va deixar escrits on parlava que la seva pintura era fruit de vivències «sentides o intuïdes, i no el que ens dona la visió directa objectivitzada de la nostra geografia humana.» El lligam que unia aquests artistes mostra una voluntat semblant en la pintura de Sibecas es d'aquesta època, on prima una gestualitat segurament apresa del mateix Massot, de Vallès o d'ambdós.
En qüestió de 10 anys Sibecas experimentarà amb algunes formes d'expressió pictòrica fins que el 1960 es crea el grup Pintors Abstractes de l'Empordà del qual en formarà part i amb el que participarà en la Primera Manifestació Pictòrica d'Art Contemporani Empordanès. S'aplega la tríada empordanesa de Sibecas, Vallès i Massot, així com els pintors Joan P. Manera, Joan Massanet —aleshores l'alcalde de l'Escala— i Juli Molons. El grup, no constituït com a tal però sí consolidat per les relacions que uneixen als seus artistes, farà la «Primera Manifestación Pictórica de Arte Contemporáneo Ampurdanés», organitzada per la revista Canigó amb l'ajut del crític d'art i escriptor Josep Vallès Rovira, i recorrerà els pobles de L'escala, Cadaqués i Roses. La conferència inicial que obria l'exposició de l'Escala va ser pronunciada per Frederic Marés, el qual va veure en les obres del grup una possible solució per unificar el que pensava era un panorama d'art espanyol caòtic.

A Roses l'exposició es va poder veure a la sala Díaz Pacheco-Rahola, i va ser amenitzada per la xerrada de Fages de Climent. L'exposició es va poder veure per últim cop a la Sala Municipal de Girona entre el 23 de desembre de l'any 1960 i el 8 de gener del 61, tal com ens diu la revista Canigó de l'u de gener d'aquell any. En ella s'hi mostren les fotografies dels integrants com si es tractés gairebé d'un manifest de grup que Xavier Dalfó qualifica d'«informalista», encara que la perspectiva històrica no permeti aplegar-los a tots dins d'aquesta categoria. Sibecas es definia més aviat com expressionista:
«Sibecas define su estilo como Expresionista. En la polémica sobre informalismo, votaría por su opuesto: el formalismo, aunque servido por estructuras actuales. No considera mucho a la pintura realista de signo social, porque a veces liga al creador restándole independencia para la evasión. En cuanto a la pintura intelectualizada sólo cree en ella cuando es hija de cerebros geniales. Cita a Picasso en este sentido.»
Aquest text ens mostra com Sibecas va estar lligat a la figuració i com la seva formació com a paisatgista el va permetre deslligar-se dels models, les proporcions i els colors per servir-se de les estructures actuals amb les quals va arribar a crear paisatges abstractes molt més contemporanis.
L'any 1963 Sibecas comença a crear les seves obres més personals i a alliberar-se d'influències i mestres. Les formes que desplega en aquell moment recorden les paraules amb les quals Josep Vallès descriu les pintures d'Evarist Vallès: «dan la sensación de contemplar fragmentos después de una explosión.» i posen de manifest l'expressivitat que allibera el gest i porta Sibecas a fer les seves teles i pintures més lliures i abstractes, les quals li permeten de comunicar-se a través de l'emoció gestual de l'expressionisme abstracte combinat amb el seu colorisme.
El continu interès per l'experimentació amb les tècniques porta Sibecas a inscriure’s, el 8 de gener del 1968, a l'Escola de Belles Arts d'Olot per aprendre la tècnica del gravat, juntament amb Evarist Vallès. Les 500 pessetes de matrícula i la vida li donen per fer 7 planxes abans de morir a Avinyonet de Puigventós. Aquests gravats, tots figuratius i de temàtica paisatgística, retornen Sibecas als seus inicis, però ara amb una tècnica totalment diferent que comença a dominar.